# SN 2008bq
SN 2008bq – supernowa typu Ia odkryta 2 kwietnia 2008 roku w galaktyce E308-G25. W momencie odkrycia miała maksymalną jasność 17,00m.